# Maria Luisa Vincenzoni
Maria Luisa Vincenzoni (Padova, 14 maggio 1956 – Padova, 11 settembre 2023) è stata una giornalista italiana.

## Biografia
Nel 1975 iniziò a lavorare, come corrispondente dalla sua città, Padova, alle cronache regionali de L'Unità, all'epoca dirette da Tina Merlin. Passata alla cronaca di Milano,  a partire dal 1977 si occupò di università, gruppi studenteschi, politiche giovanili. Nel 1979 divenne giornalista professionista; l'anno dopo si laureò in Lingue e Letterature Moderne allo IULM di Milano e prese servizio presso il Mattino di Padova dove curò fra l'altro le pagine dell'università e l'appuntamento settimanale con l'intervista della domenica. 
Dal 1983 lavorò in Rai, restandovi fino al 2008 con vari incarichi: a Venezia con la conduzione del telegiornale regionale e la cura della rubrica sulla protezione civile; a Milano, nella redazione di Enzo Biagi come inviata della striscia quotidiana su Rai1 Il Fatto; a Roma per il TG3, dapprima nella redazione di economia, poi alla conduzione del tg della notte e delle ore 14 e infine alla conduzione della rubrica Insieme, incentrata sui diritti dei consumatori. 
Nel 1997 si diplomò in teologia all'istituto Sant'Antonio Dottore di Padova. 
Dal 2009 condusse per Tv7 Triveneta la striscia quotidiana di un'ora Noi Veneto sui temi del territorio. Collaborò come conduttrice e socia onoraria al Premio Letterario Gambrinus Giuseppe Mazzotti per la letteratura di montagna, l'esplorazione, l'ecologia e l'artigianato di tradizione.
Dal dicembre 2013 diresse la web tv e piattaforma multimediale Cortina Channel TV, il canale locale delle Dolomiti e dell'Ampezzano edito da Antonio Pol. 
Dal 2016 visse a Groningen, nei Paesi Bassi, da dove scriveva il suo "Diario del Nord" per www.strisciarossa.it.

## Opere
- Ti affido, mi affido, 2003, Maggioli Editore
- Autori vari, La Rai per i disabili, 2005, Corecom
- Anziani da slegare-invecchiare a casa propria con Graziana Campanato, Giusy di Gioia e altri, 2011, Maggioli Editore